# Pionierbrigade 30
Die Pionierbrigade 30 „Rhein-Weser“ war ein Großverband des Heeres der Bundeswehr. Der Stabssitz war in Hilden. Die Pionierbrigade unterstand dem Wehrbereichskommando III / 7. Panzerdivision. Der Beiname „Rhein-Weser“ spiegelt das Stationierungsgebiet der Brigade im nördlichen Westdeutschland wider.
Neben nahezu gesamten Fähigkeitsspektrum der Pioniertruppe gehörte auch die ABC-Abwehr zu ihren Aufgaben.

## Auftrag
Die Pionierbrigade 30 „Rhein-Weser“ vereinte in sich das Aufgabenspektrum der Pionier- und der ABC-Abwehrtruppe. Dazu gehörten im Friedensbetrieb und im Einsatz vor allem der Bau und Betrieb von Feldlagern in den Einsatzgebieten, sowie die Wasseraufbereitung für die im Ausland eingesetzten deutschen Soldaten. Ferner kamen Aufgaben aus dem Bereich der Zivil-militärischen Zusammenarbeit ergänzend hinzu.
Für den Verteidigungsfall fällt neben das Fördern der Bewegung der eigenen und Hemmen oder Lähmen der Bewegung der gegnerischen Truppen auch der Bau von Verkehrswegen, deren Instandsetzung, das Sperren und Sprengen sowie der Bau von Feldbefestigungen in den Aufgabenbereich der Pioniere. Durch die ABC-Abwehrtruppenteile kamen der ABC-Spür- und Warndienst, sowie die Dekontamination und Wasseraufbereitung zum Auftragsspektrum hinzu.

## Gliederung

### Stab und Stabskompanie Pionierbrigade 30
- Kürzel: St/StKp PiBrig 30
- Unterstellung: 7. Panzerdivision
- Aufstellung: 1. Oktober 1993
- Auflösung: 27. September 2002
- Standorte: Hilden
- Auftrag: Führung und Führungsunterstützung der Brigade
- Waffensystem: Kfz geländegängig, HEROS, AUTOKO auf MTW

### ABC-Abwehrbataillon 7
- Kürzel: ABCAbwBtl 7
- Unterstellung: 7. Panzerdivision, ab 1993 Pionierbrigade 30, jetzt 1. Panzerdivision
- Aufstellung: 1. März 1993
- Auflösung: noch im Dienst
- Standorte: Höxter
- Patenschaft: Stadt Höxter, Boffzen, Suderburg, Beverungen
- Auftrag: Wasseraufbereitung, ABC-Aufklärung, Dekontamination
- Waffensystem: u. a. TPz Fuchs (Panzer)

### Panzerpionierbataillon 1
- Kürzel: PzPiBtl 1
- frühere Namen:

PiBtl 2 (1. Juli 1956 bis 1. Oktober 1957)
PiBtl 7 (1. Oktober 1957 bis 1. April 1960)
PiBtl 1 (1. April 1960 bis 1. April 2002)
- Aufstellung: 1. Juli 1956
- Unterstellung:

1. Juli 1956 bis 1. Oktober 1957: 2. PzGrenDiv
1. Oktober 1957 bis 1. April 1960: 7. PzGrenDiv
1. April 1960 bis 1. April 1981: 1. PzGrenDiv
1. April 1981 bis 1. Oktober 1993: 1. PzDiv
1. Oktober 1993 bis 27. September 2002: PiBrig 30
27. September 2002 bis 30. Juni 2007: PiBrig 100, damit HTrKdo
1. Juli 2007 – heute: PiRgt 100, damit 1.PzDiv
- Auflösung: noch im Dienst
- Standorte: Holzminden
- Auftrag: Pionierdienst, s. Brigadeauftrag
- Waffensystem: u. a. Pionierpanzer Dachs, Minenräumpanzer Keiler, Minenwurfsystem Skorpion, Panzerschnellbrücke Biber; Tpz Fuchs

### Pionierbataillon 140
- Kürzel: sPiBtl 140
- frühere Namen: Pionierbrückenbataillon 140 (PiBrBtl 140)
- Unterstellung: ab 1993 PiBrig 30
- Auflösung: 27. September 2002
- Umbenennung in PiBtl 140
- Auflösung: 1. Juli 2008
- Standorte: Emmerich am Rhein
- Auftrag: Pionierdienst s. Brigadeauftrag
- Waffensystem: u. a. Faltstraße, MGB, FFB, Faltschwimmbrücke

### Pionierbrückenbataillon 810
- Kürzel: PiBrBtl 810
- Unterstellung: Pionierkommando 800, ab 1993 PiBrig 30
- Auflösung: 27. September 2002
- Standorte: Kranenburg
- Auftrag: Pionierdienst s. Brigadeauftrag
- Waffensystem: Panzerschnellbrücke Biber, Panzerschnellbrücke 2

### Teilgefechtsstand Pipelinepionierbetrieb 3/1
- Kürzel: TeilGefStdPPB 3/1
- Unterstellung: ab 1993 PiBrig 30
- Auflösung: 27. September 2002
- Standorte: Xanten
- Auftrag: Betrieb des NATO-Pipelinesystems Central Europe Pipeline System

### Pionierbataillon 150 – nicht aktiv
- Kürzel: PiBtl 150 (na)
- Unterstellung: Panzerbrigade 15, ab 1993 PiBrig 30
- Kommandeur von 1991–1993 Oberstleutnant d. R. Hans Kempkes
- Auflösung: 27. September 2002
- Standorte: Höxter
- Auftrag: im Verteidigungsfall Pionierdienst

### Spezialpionierkompanie 300
- Kürzel: SpezPiKp (Ppl) 300
- Unterstellung: PiBrig 30
- Aufstellung: 1. Juli 1993
- Auflösung: 27. September 2002
- Standorte: Höxter
- Auftrag: Feldtanklagerbau / Betrieb

### Spezialpionierkompanie 301 – nicht aktiv
- Kürzel: SpezPiKp (Ppl) 301 (na)
- Unterstellung: PiBrig 30
- Aufstellung: 1. Oktober 1997
- Auflösung: 27. September 2002
- Standorte: Höxter
- Auftrag: im Verteidigungsfall Feldtanklagerbau / Betrieb

### Feldersatzkompanie 300
- Kürzel: FErsKp 300
- Unterstellung: PiBrig 30
- Aufstellung: 1. Oktober 1993
- Auflösung: 27. September 2002
- Standorte: Kranenburg
- Auftrag: Im Verteidigungsfall Personalersatz stellen

## Geschichte

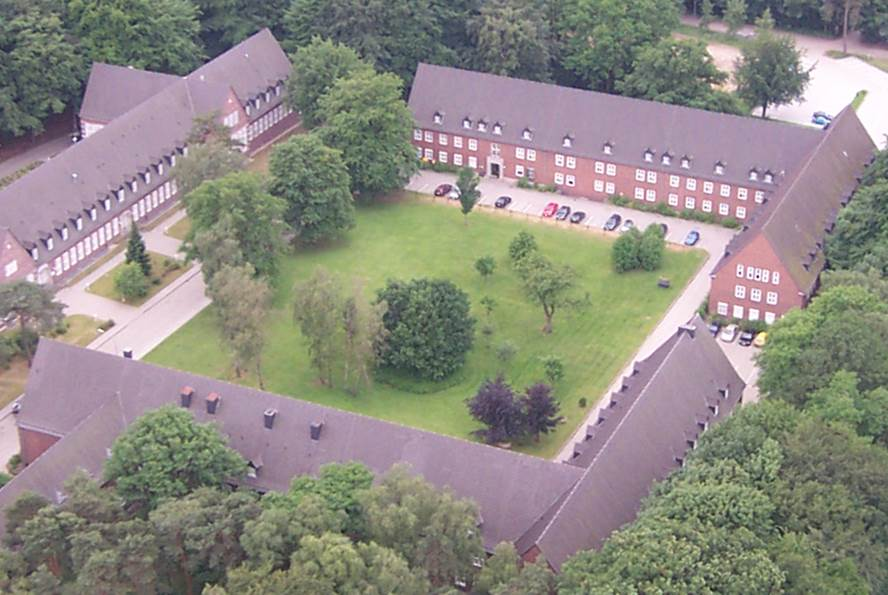
Sitz des Stabes: Die Waldkaserne

### Aufstellung
Nach Ende des Ost-West Konflikts wurde die Struktur der Pioniertruppe zur Einnahme der Heeresstruktur V bzw. V (N) geändert. Ein Großteil der Pioniertruppe des Feld- und Territorialheeres war bisher in Pionierkommandos gegliedert. Die deutschen Korps führten als Korpstruppen je ein Pionierkommando. Analog führten die Territorialkommandos ebenfalls entweder ein direkt unterstelltes Pionierkommando bzw. im Falle des Territorialkommandos Schleswig-Holstein ein Pionierregiment vergleichbarer Größe. Auf Ebene der meisten Divisionen waren Pionierbataillone als Teil der Divisionstruppen ausgeplant; im Territorialheer führte analog jedes Wehrbereichskommando ein Pionierregiment.
In der neuen Struktur wurde die Masse der oben aufgezählten Truppenteile der Pioniere des Feld- und Territorialheers – soweit diese nicht außer Dienst gestellt wurden – in neu aufgestellten Pionierbrigaden zusammengefasst. Die Pionierbrigaden wurden jeweils einem Stab eines Wehrbereichskommandos/Division unterstellt. Diese fusionierten Großverbände neuen Typs vereinten Truppenteile und Aufgaben des bisherigen Feld- und Territorialheeres. Erst im Verteidigungsfall wären die Verbände voraussichtlich wieder getrennt worden. Ähnliches galt für die Pionierbrigaden.
Die Pionierbrigade 30 wurde am 1. Oktober 1993 in der Waldkaserne Hilden aufgestellt und dem etwa zeitgleich fusionierten Wehrbereichskommando III / 7. Panzerdivision unterstellt. Zur Aufstellung wurden Teile des Pionierkommandos 800 mit Stab in Hilden herangezogen.

### Dienstzeit
Die knapp zehnjährige Dienstzeit der Brigade war durch eine weitere Umstrukturierung 1997 und den Einsatz im Erweiterten Aufgabenspektrum der Bundeswehr geprägt. Die beiden Kernbataillone des Verbandes, das Pionierbataillon 1 und das ABC-Abwehrbataillon 7, waren den Krisenreaktionskräften (KRK) zugeordnet und dementsprechend oft im Ausland eingesetzt.

### Auflösung
Etwa zeitgleich mit der Auftrennung des Wehrbereichskommandos III und der 7. Panzerdivision, wurde die Pionierbrigade 30 am 30. September 2002 außer Dienst gestellt.

## Verbandsabzeichen

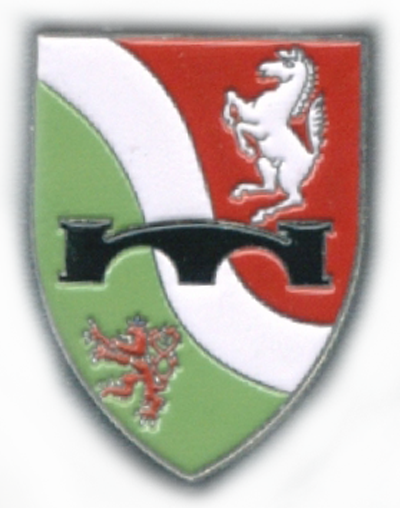
Internes Verbandsabzeichen des Stabes/Stabskompanie

Die Pionierbrigade führte anders als die meisten anderen Brigaden des Heeres kein eigenes Verbandsabzeichen. Die Soldaten trugen daher das Verbandsabzeichen des übergeordneten Wehrbereichskommandos bzw. der übergeordneten Division.
Als „Abzeichen“ wurde daher unpräzise manchmal das interne Verbandsabzeichen des Stabes und der Stabskompanie „pars pro toto“ für die gesamte Pionierbrigade genutzt. Es zeigte den Bergischen Löwen sowie das Westfalenpferd und den stilisierten Rhein auf rot-grünem (das Rheinland und Westfalen repräsentierenden) Schild ähnlich wie im Wappen Nordrhein-Westfalens. Die in der schwarzen Waffenfarbe der Pioniertruppe gehaltene stilisierte Brücke wird so ähnlich im Barettabzeichen der Pioniertruppe gezeigt. Die Brücke taucht ähnlich in den anderen internen Verbandsabzeichen der Stäbe und der Stabskompanien der übrigen Pionierbrigaden auf. Insgesamt erinnerte die Gestaltung an das interne Verbandsabzeichen des Pionierkommandos 800 mit Stab ebenfalls in Hilden.